# Edmond Machtens
Edmond Machtens (* 24. Mai 1902 in Molenbeek-Saint-Jean/Sint-Jans-Molenbeek; † 5. Dezember 1978) war ein belgischer Politiker der Sozialistischen Partei und fast vierzig Jahre lang Bürgermeister der Gemeinde Molenbeek-Saint-Jean/Sint-Jans-Molenbeek in der Region Brüssel-Hauptstadt.

## Leben
Sein Vater war Bäckergeselle und aus Mechelen nach Molenbeek gezogen. Edmond Machtens arbeitete nach der Schule als Versicherungsinspektor bei der nationalen Sozialversicherung La Prévoyance sociale. Nebenher besuchte er weiter die Abendschule.

## Politische Laufbahn
Erstmals zog Edmond Machtens 1932 als Nachrücker in den Gemeinderat ein. In Molenbeek stellten seit 1879 durchgehend die Liberalen den Bürgermeister, aber nach den Wahlen vom 16. Oktober 1938 wurde mit ihm erstmals ein Sozialist zum Bürgermeister gewählt, eine Vorherrschaft, die bis 2013 anhielt. Kurz nachdem er sein Amt am 1. Februar 1939 antrat, wurde Belgien vom Deutschen Reich besetzt, und er wirkte aktiv im belgischen Widerstand. Er rettete auch Juden und wurde dafür als Gerechter unter den Völkern ausgezeichnet.
Nach dem Krieg genoss er wegen dieses Einsatzes im Widerstand hohe Anerkennung in der Bevölkerung und quer durch alle Parteien, sodass der Gemeinderat einstimmig 1947 eine Technische Mädchenschule nach ihm benannte.
In der Nachkriegszeit entwickelte Machtens Molenbeek weiter. Zuvor war die Gemeinde vor allem in ihren westlichen Bereichen noch weitgehend ländlich, erfuhr aber in den 1950er-Jahren eine massive Urbanisierung. Er förderte unter anderem die Renovierung des Château de Karreveld/Karreveldkasteel anlässlich der Brüsseler Weltausstellung 1958, den Bau zahlreicher Schulen, die Anlage von Sportplätzen und den Ausbau des Stadions für den örtlichen Fußballverein Daring Molenbeek. Der Verein wurde 1973 zum Racing White Darling Molenbeek fusioniert, das Stadion erhielt eine neue Tribüne, wurde mit einem Gastspiel gegen Real Madrid eingeweiht und erhielt seinen Namen. Er errichtete auch das erste olympische Hallenbad in Brüssel, das auch in der Gegenwart das einzige Bad mit frei zugänglicher 50-Meter-Bahn ist.
1946 wurde er für die Sozialisten in den Senat, das Oberhaus des belgischen Föderalen Parlamentes gewählt, und gehörte ihm bis 1977 an. 1973 erhielt er den Ehrentitel Staatsminister.
Am 5. Dezember 1978 starb er im Amt. Übergangsweise übernahm der Erste Schöffe die Amtsgeschäfte bis im November 1979 Marcel Piccart (PS, später FDF) Nachfolger von Machtens als Bürgermeister wurde. Als Piccart nach der Amtsübernahme schwerwiegende Unregelmäßigkeiten in der bisherigen Amtsführung der Gemeinde entdeckte und zur Sprache brachte, wurde er im November/Dezember 1980 aus der Molenbeeker Sektion der Sozialistischen Partei ausgeschlossen. Er wechselte zur FDF und saß als Bürgermeister nun, völlig isoliert, einem feindselig gestimmten Gemeinderat gegenüber. Dies stürzte die Gemeinde in eine tiefe Krise.